# Volvo 7700
Volvo 7700 (původně Volvo 7000) je nízkopodlažní autobus vyráběný švédskou společností Volvo Buses v letech 1999–2012. Základní produkované varianty měly délku 12 m (standardní) a 18 m (článková) a byly dostupné ve verzích s dieselovým motorem a s pohonem na CNG. Od roku 2010 byl vyráběn také 12metrový elektrický hybrid, vznikla i trolejbusová verze.
V Česku se jeho největším provozovatele staly Kroměřížské technické služby, které zajišťují provoz městské hromadné dopravy v Kroměříži.

## Historie
Model byl vyvíjen ve Finsku pod názvem Carrus K206, ale po představení veřejnosti na konci roku 1998 byl označen jako Volvo 7000. Vyráběn byl ve finském Vantaa a v polské Vratislavi. Článková verze nesla označení Volvo 7000A. Během roku 2003 byl model přejmenován na Volvo 7700 (resp. Volvo 7700A), aby jeho označení odpovídalo ostatním modelům (8700, 9700).
V letech 2000–2001 bylo pro trolejbusový provoz v Linci vyrobeno 19 článkových trolejbusů Volvo 7000AT. V roce 2008 vznikl první prototyp elektrického hybridu Volvo 7700 Hybrid, jeho sériová výroba byla zahájena v roce 2010.